# La Saussaye
Saussaye – miejscowość i gmina we Francji, w regionie Normandia, w departamencie Eure.
Według danych na rok 1990 gminę zamieszkiwało 1840 osób, a gęstość zaludnienia wynosiła 521 osób/km² (wśród 1421 gmin Górnej Normandii Saussaye plasuje się na 123. miejscu pod względem liczby ludności, natomiast pod względem powierzchni na miejscu 805.).